# ستانيسواف أغسطس بونياتوفسكي

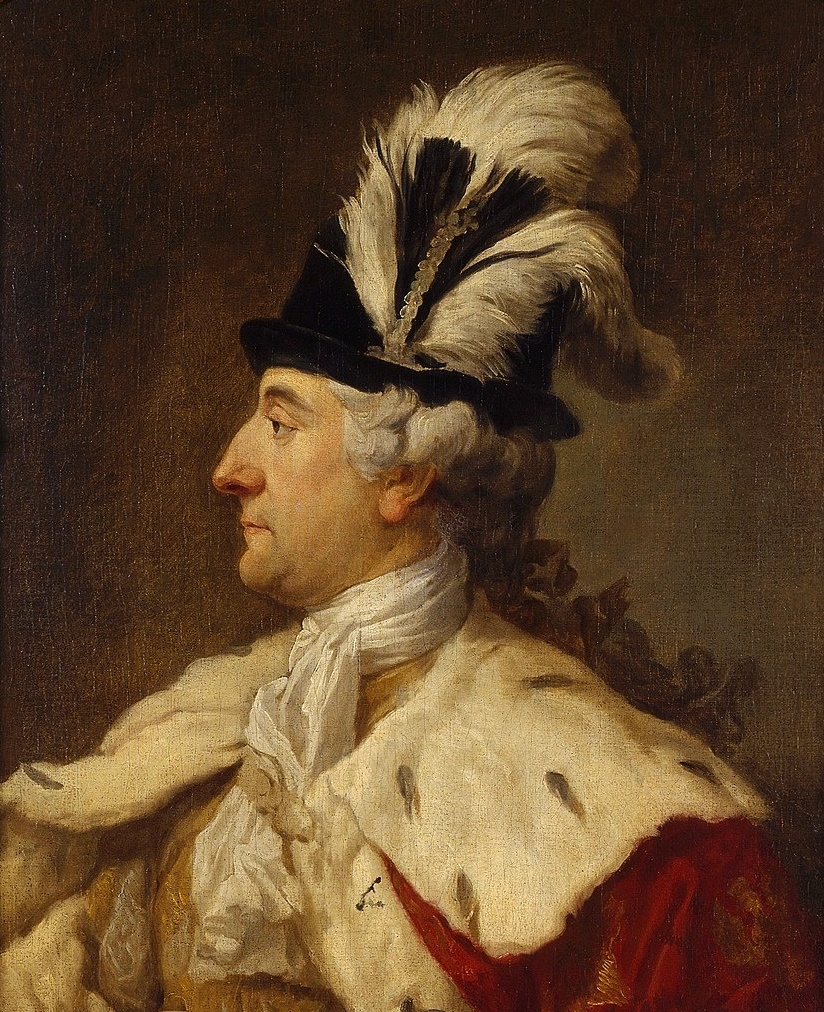
ستنيسو أغسطس بونياتوفسكي

ستنيسو أغسطس بونياتوفسكي (بالبولندية: Stanisław August Poniatowski) ، من مواليد 17 يناير 1732 وتوفي في 12 فبراير سنة 1798 ، ملك بولندا السابق، حكم خلال الفترة من 1764 إلى 1795.
وصل إلى البلاط الإمبراطوري الروسي في سانت بطرسبرغ في عام 1755 وأقام علاقة عاطفية مع إمبراطورة المستقبل كاترين العظيمة. وانتخب في عام 1764 ملك بولندا بمساعدتها. وعلى عكس التوقعات فقد حاول إصلاح وتعزيز الكومنولث المتفكك. واجهت جهوده معارضة خارجية من بروسيا وروسيا والنمسا، إذ حاول جميعهم إبقاء الكومنولث ضعيفًا. عارض فكر المحافظين الذين رأوا أنَّ الإصلاحات تهدد حرياتهم وامتيازاتهم التقليدية.
كانت الأزمة كبيرة في بداية عهده هي حرب الكونفدرالية (1768-1772) التي أدت إلى التقسيم الأول لبولندا (1772). شهد الجزء الأخير من فترة حكمه إصلاحات أحدثها مجلس النواب (1788-1792) ودستور 3 مايو عام 1791. أُسقطت هذه الإصلاحات من قِبل كونفدرالية تارغوفيتسكا عام 1792 والحرب البولندية الروسية عام 1792، والتي أدت مباشرة إلى التقسيم الثاني لبولندا (1793)، انتفاضة كوشيوزكو (1794) والتقسيم النهائي والثالث لبولندا (1795)، مع نهاية انتمائها للكومنولث. تنازل بونياتوفسكي بعد تجريده من كل قوته في نوفمبر / تشرين الثاني عام 1795 وأمضى السنوات الأخيرة من حياته أسيرًا ضمن مدينة سانت بطرسبرغ.

## حياته

### مرحلة الصبا
ولد ستانيسواف أنتوني بونياتوفسكي في 17 يناير / كانون الثاني عام 1732 في ووتشين والتي تقع الآن في بيلاروس. كان واحدًا من ثمانية أطفال على قيد الحياة والابن الرابع للأميرة كونستانشيا كزارتوريسكا والكونت ستانيسواف بونياتوفسكي. كان أشقاؤه الأكبر سنًا كازيميرز بونياتوفسكي (1721-1800) مسؤول في المحكمة، وفرانسيسك بونياتوفسكي (1723-1749) كاهن في كاتدرائية كراكوف وعانى من الصرع، وألكسندر بونياتوفسكي (1725-1744) ضابط قُتل في راينلند بالاتينات (1725-1744) خلال حرب الخلافة النمساوية. إخوانه الأصغر سنًا: أندريه بونياتوفسكي (1734-1773)، وميخائيل جيرزي بونياتوفسكي (1736-1794) الذي أصبح رئيسًا لبولندا. كانت شقيقاته الأكبر سنًا لودفيكا زامويسكا (1728-1804) وإيزابيلا برانيكا (1730-1808). من بين أبناء أخوته الأمير يوزف بونياتوفسكي (1763-1813) ابن أندرزي.

### حياته السياسية
تدرب بونياتوفسكي في مكتب ميكاو فريديريك كزارتوريسكي نائب مستشار ليتوانيا في ذلك الوقت. سافر في عام 1750 إلى برلين حيث قابل دبلوماسيًا بريطانيًا هو تشارلز هانبوري وليامز والذي أصبح معلمه وصديقه. انتُخب بونياتوفسكي في عام 1751 لعضوية محكمة الخزانة في رادوم، حيث شغل منصب المفتش. قضى معظم شهر يناير / كانون الثاني عام 1752 في المحكمة النمساوية في فيينا. انتُخب في وقت لاحق من ذلك العام (بعد أن عمل في محكمة رادوم واجتمع بالملك أوغسطس الثالث من بولندا) نائبًا في مجلس النواب البولندي. ضمن له والده في ذلك الوقت لقب عمدة برزيميسل. سافر في مارس / آذار عام 1753 إلى المجر وفيينا، حيث التقى مرة أخرى مع ويليامز. عاد إلى هولندا والتقى بالعديد من الشخصيات الرئيسية في المجال السياسي والاقتصادي لذلك البلد. وصل بحلول أواخر أغسطس / آب إلى باريس حيث التقى بنخب البلد. سافر في فبراير / شباط عام 1754 إلى إنجلترا، حيث أمضى بضعة أشهر. كان هناك صديقه تشارلز يورك الذي أصبح فيما بعد السيد المستشار لبريطانيا العظمى. عاد إلى الكومنولث في وقت لاحق من ذلك العام، وتجنب الترشح لمجلس النواب البولندي، إذ أراد والداه إبعاده عن الغضب السياسي المتعلق بقضية ميراث أرض عائلة أوستروغسكي. حصل في العام التالي على لقب ستولنيك (مسؤول المحكمة) في ليتوانيا.
اكتسب بونياتوفسكي صعوده وتأثيره بسبب صلات عائلته بعائلة تشارتورسكي القوية وانتمائهم السياسي لحزب فاميليا. أرسله الحزب في عام 1755 إلى سانت بطرسبرغ تحت إمرة وليامز، الذي رُشح سفيرًا بريطانياً لروسيا.
تقدم وليامز بونياتوفسكي إلى كاترين أليكسيفنا البالغة من العمر 26 عامًا في سانت بطرسبرغ، والتي أصبحت الإمبراطورة كاترين العظمى بعد ذلك. أصبح الاثنان عشاقًا. ومهما كانت مشاعره تجاه كاترين فمن المحتمل أن بونياتوفسكي رأى فيها فرصة لاستخدام علاقتهما لمصلحته الخاصة، من خلال استغلال نفوذها لتعزيز حياته المهنية.
اضطر بونياتوفسكي لمغادرة سانت بطرسبرغ في يوليو / تموز عام 1756 بسبب تآمر في المحكمة. وتمكن من خلال تأثير كاثرين والإمبراطورة الروسية إليزابيث والمستشارة بستوجيف ريومين من الانضمام إلى المحكمة الروسية كسفير لسكسونيا في يناير / كانون الثاني التالي. كان لا يزال يبدو في سان بطرسبرغ وكأنه مصدر خلاف بين مختلف الحكومات الأوروبية، إذ دعم بعضها تعيينه، وطالب البعض الآخر بانسحابه. غادر في نهاية المطاف العاصمة الروسية في 14 أغسطس / آب عام 1758.
كان بونياتوفسكي عضوًا في مجلس النواب البولندي في دوراته لأعوام 1758 و1760 و1762. واصل مشاركته في حزب فاميليا، ودعم الموقف الموالي لروسيا والمعارض لبروسيا في السياسة البولندية. توفي والده في عام 1762 وترك له ميراثا متواضعًا. تولّت كاثرين العرش الروسي في عام 1762 وبعثت له عدة رسائل تعلن فيها دعمها له لنيله العرش البولندي، لكنها طلبت منه الابتعاد عن سان بطرسبرج. ومع ذلك أمِل بونياتوفسكي في أن تنظر كاترين في عرضه للزواج. شارك في مؤامرة فاشلة لحزب فاميليا لتنظيم انقلاب ضد الملك أوغسطس الثالث. أخبرته كاترين هو وحزب فاميليا في أغسطس عام 1763 بأنها لن تدعم الانقلاب ما دام الملك أوغسطس على قيد الحياة.

## إرثه

### رعايته الثقافة
كان ستانيسواف بونياتوفسكي من أهم رعاة فن التنوير البولندي. انسجمت مشاريعه الثقافية مع أهدافه الاجتماعية والسياسية المتمثلة في الإطاحة بأسطورة الحريات الذهبية وأيديولوجية السارمات التقليدية. اعتبرت وجبات العشاء الأسبوعية يوم خميس التي أقامها أكثر اللقاءات الاجتماعية شهرةً في العاصمة البولندية. أسس مسرح وارسو الوطني وهو أول مسرح عام في بولندا، ورعى مدرسة باليه. أعاد تشكيل قصر يازدوف والقلعة الملكية في وارسو، وشيد قصرًا على جزيرة (قصر الحمّامات) الأنيق في وارسو في حديقة الحمّامات. شارك بأدق تفاصيل مشاريعه المعمارية، وسُمّيَ أسلوبه الانتقائي أسلوب ستانيسواف أغسطس من قبل مؤرخ الفن البولندي ووديساو تاتاركيفيتش. وكان من بين كبار المهندسين المعماريين معه دومينيكو ميرليني ويان كامستيتزر.
رعى العديد من الرسامين البولنديين مثل: آنا راجيكا، فرانسيزيك سموجلوفيتش، جان بوغومي بليرش، ابن يان جيرزي بليرش، جوزيف وول، زيجمونت فوغيل، بالإضافة إلى رسامين أجانب منهم مارتيلو بتاريللي، بيرناردو بيلوتو، جان بيليمينت، لودويك مارتيو، وبير كرافت. كانت حاشيته من النحاتين برئاسة أندريه ليبرون، وضمّت: جياكومو مونالدي، فرانز بينك، توماسو ريجي. كان جان فيليب هولزهاوسر نقاشه ومصمم العديد من الميداليات التذكارية الخاصة به. تضم مجموعة ستانيسواف أغسطس الفنية وفقا لجرد عام 1795 نحو 2889 قطعة، بما في ذلك أعمال رامبرانت وروبنس وفان دايك. لم تنجح خطته لإنشاء معرض كبير من اللوحات في وارسو بسبب تقسيم الكومنولث البولندي الليتواني. يمكن الآن رؤية معظم اللوحات التي طلبها لذلك في معرض دولويتش للصور في لندن. خطط بونياتوفسكي أيضًا لتأسيس أكاديمية للفنون الجميلة، ولكن ذلك أتى بعد تنازله ومغادرته وارسو.
أنجز بونياتوفسكي الكثير من الانجازات في مجال التعليم والأدب. أسّس مدرسة الفروسية التي عملت من عام 1765 إلى 1794 وتخرج منها تاديوش كوسيوسكو. وأيد إنشاء لجنة التعليم الوطني التي تعتبر أول وزارة للتعليم في العالم. ساعد في عام 1765 لتأسيس صحيفة المونيتور، وهي واحدة من أولى الصحف البولندية الدورية الرائدة في التنوير البولندي. ساعد في نشر العديد من المقالات التي ظهرت في الصحيفة. ومن بين الكتاب والشعراء الذين تلقوا رعايته: ستانيساو تريمبيكي، وفرانسيسك سالزي جيزيرسكي، وفرانسيسك بوهوموليك، وفرانسيسك زابوكي. كما دعم الناشرين بما في ذلك بيوتر شفيتكوفسكي، ومالكي المكتبات مثل جوزيف ليكس.

## وصلات خارجية
- ستانيسواف أغسطس بونياتوفسكي على موقع الموسوعة البريطانية (الإنجليزية)

- سيرة بونياتوفسكي على الموقع الرسمي للحكومة البولندية
- Stanisław August w Gdańsku
- Connections of King Stanislas Augustus and Scientists from his Environment with the Royal Society in London. نسخة محفوظة 30 أغسطس 2012 على موقع واي باك مشين.
- Poniatowski's memoirs